# Conditor alme siderum

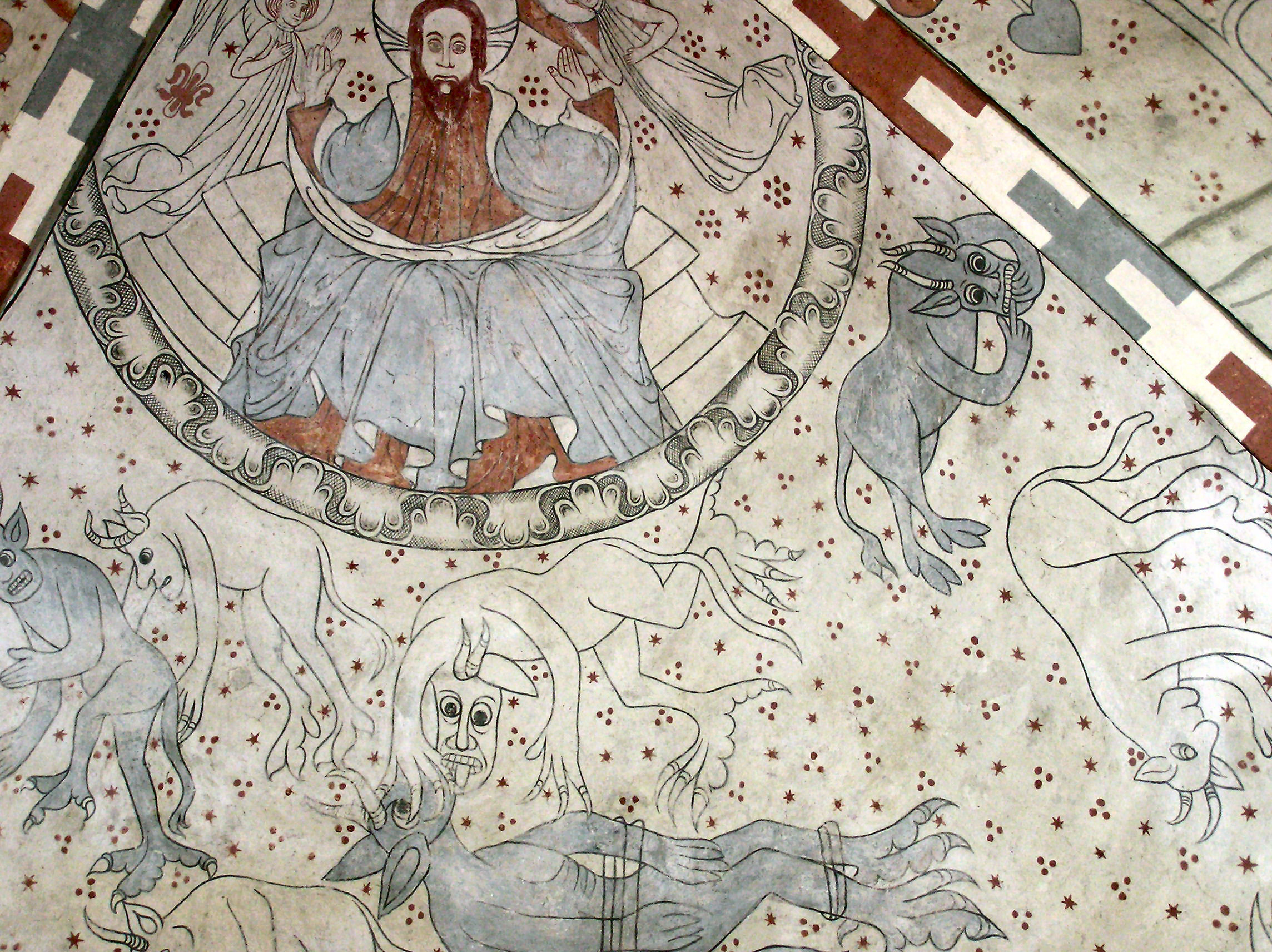

Conditor alme siderum è un inno proprio della liturgia, recitato o cantato durante i Vespri della prima domenica di Avvento. L'inno risale al VII secolo.
La revisione del Breviario romano, sancita dal papa Urbano VIII nel 1632, introdusse anche a questa preghiera significative modifiche, tanto che rimase inalterato un solo verso del testo originario, il secondo aeterna lux credentium.
La versione riscritta assunse il titolo Creator alme siderum, reperibile nel Liber Usualis.
Emblematiche le variazioni introdotte nella terza strofa, dove venne eliminata l'immagine allegorica dello sposo che esce dal letto nuziale (sponsus de thalamo egressus), paragonata alla nascita di Gesù dal ventre purissimo della Vergine Madre (honestissima Virginis matris clausula). 
Il testo originario del VII secolo è stato reintrodotto a seguito del Concilio Ecumenico Vaticano II, tuttavia la traduzione ufficiale della Cei in italiano è una parafrasi poco fedele al testo originale.

## Testo
| Conditor alme siderum - testo originario | Traduzione italiana | Creator alme siderum - revisione del 1632 | Traduzione italiana |
| --- | --- | --- | --- |
| Conditor alme siderum, aeterna lux credentium, Christe, redemptor omnium, exaudi preces supplicum. Qui condolens interitu mortis perire saeculum, salvasti mundum languidum, donans reis remedium, Vergente mundi vespere, uti sponsus de thalamo, egressus honestissima Vírginis matris clausula. Cuius forti potentiae genu curvantur omnia; caelestia, terrestria nutu fatentur subdita. Te, Sancte, fide quaesumus, venture iudex saeculi, conserva nos in tempore hostis a telo perfidi. Sit, Christe, rex piissime, tibi Patrique gloria cum Spiritu Paraclito, in sempiterna saecula. Amen. | Benigno Creatore degli astri, eterna Luce dei credenti, Cristo, redentore di tutti, esaudisci le preghiere di chi ti supplica. Tu compatendo il mondo che andava in rovina nella morte, salvasti l'umanità ammalata, donando una cura ai peccatori, Mentre scendeva la sera del mondo, come uno sposo uscito dal letto nuziale, (nascesti) dal castissimo grembo della Vergine Madre. Alla tua forte potenza ogni ginocchio si piega; sia in cielo sia in terra, sottomesso alla tua volontà. Te, o Santo, con fede preghiamo, tu, che verrai come giudice del mondo: conservaci nel tempo dalla lancia del perfido nemico. O Cristo, re piissimo, a te e al Padre sia gloria con lo Spirito Paraclito per i secoli eterni. Amen | Creator alme siderum, aeterna lux credentium, Iesu, Redemptor omnium, intende votis supplicum. Qui daemonis ne fraudibus periret orbis, impetu amoris actus, languidi, mundi medela factus es, Commune qui mundi nefas ut expiares, ad crucem e Virginis sacrario intacta prodis victima. Cuius potestas gloriae, Nomenque cum primum sonat, et caelites et inferi tremente curvantur genu. Te, deprecamur ultimae magnum diei Iudicem, armis supernae gratiae defende nos ab hostibus. Virtus, honor, laus, gloria Deo Patri cum Filio, Sancto simul Paraclito, in saeculorum saecula. Amen. | Benigno Creatore degli astri, eterna Luce dei credenti, o Gesù, Redentore di tutti, ascolta le preghiere dei supplici. Tu che, affinché la terra non perisse coi danni del maligno, spinto da impeto d'amore, divenisti medicina della debole umanità. Tu che, per espiare la comune empietà del mondo, nasci dal grembo della Vergine destinato alla croce, quale vittima innocente (intacta). Non appena la potenza di questa gloria e il Nome risuona, il cielo e gli inferi si curvano col ginocchio tremante. Te supplichiamo, Supremo Giudice dell'ultimo giorno, con le armi della grazia celeste difendici dai nemici. Virtù, onore, lode e gloria a Dio Padre col Figlio, insieme con lo Spirito Paraclito, nei secoli dei secoli. Amen. |